# باربارا کوبین
باربارا لین کوبین (نام تولد: ترنر؛ انگلیسی: Barbara Cubin؛ زادهٔ ۳۰ نوامبر ۱۹۴۶) سیاستمدار آمریکایی و عضو سابق حزب جمهوری‌خواه مجلس نمایندگان ایالات متحده است که به عنوان تنها نماینده ایالت وایومینگ در این مجلس خدمت کرده است. او نخستین زنی بود که از وایومینگ به کنگره راه یافت. باربارا در سال‌های ۱۹۹۳ و ۱۹۹۵ تحت عمل جراحی کیسه صفرا قرار گرفت و در ژوئیه ۲۰۰۵ یک حمله قلبی خفیف داشت که منجر به جراحی و قرار دادن استنت در شریانی با ۷۰ درصد انسداد شد.

## زندگی اولیه و تحصیلات
کوبین در سالیناس کالیفرنیا متولد شد، اما در کاسپر وایومینگ بزرگ شد و از دبیرستان محلی فارغ‌التحصیل شد. او موفق به دریافت مدرک کارشناسی علوم در رشته شیمی از دانشگاه کرایتون در اوماهای نبراسکا شد.

### حرفه پیش از سیاست
پس از تحصیل، کوبین به عنوان معلم جایگزین علوم و ریاضیات فعالیت کرد و سپس به صورت تمام وقت به عنوان مددکار اجتماعی برای سالمندان و بزرگسالان دارای معلولیت مشغول به کار شد. او بعدها در وزارت کار ایالت و اتحادیه کارگران آهن مشغول شد و به آموزش اقلیت‌ها و کهنه‌سربازان جنگ ویتنام برای تبدیل شدن به کارگران آهن پرداخت. در سال ۱۹۷۴، کوبین به عنوان شیمیدان به شرکت ماشین‌آلات وایومینگ پیوست و از سال ۱۹۷۵ مدیریت دفتر همسرش، فریتز کوبین، که پزشک بود را بر عهده گرفت.

## زندگی شخصی
کوبین در سال ۱۹۷۵ با فریتز کوبین ازدواج کرد و صاحب دو فرزند شد. فریتز کوبین که پزشک بود، در سال ۲۰۱۰ پس از یک دهه مشکلات جدی سلامتی درگذشت. در دوره‌های انتخاباتی گذشته، کوبین به دلیل غیبت در رای‌گیری‌های مجلس مورد انتقاد قرار گرفت که آن را به مشکلات شدید سلامتی همسرش نسبت می‌داد. خود کوبین نیز با چالش‌های سلامتی مواجه بوده است؛ در سال‌های ۱۹۹۳ و ۱۹۹۵ تحت عمل جراحی کیسه صفرا قرار گرفت و در ژوئیه ۲۰۰۵ یک حمله قلبی خفیف داشت که منجر به جراحی و قرار دادن استنت در شریانی با ۷۰ درصد انسداد شد. کوبین پیرو کلیسای اسقفی است.

## آغاز فعالیت سیاسی
کوبین فعالیت سیاسی خود را در نوامبر ۱۹۸۶ با انتخاب به عنوان نماینده مجلس نمایندگان وایومینگ از شهرستان ناترونا آغاز کرد و به مدت شش سال در این سمت خدمت کرد. در جلسه ۱۹۹۲، او حامی اصلی قانونی بود که پیشنهاد حبس ابد بدون عفو را به رای عمومی گذاشت. در نوامبر ۱۹۹۲، کوبین به سنای وایومینگ راه یافت و به مدت دو سال نماینده بخشی از کاسپر بود تا اینکه به مجلس نمایندگان ایالات متحده انتخاب شد.

### مجلس نمایندگان ایالات متحده

#### انتخابات ۱۹۹۴
در نوامبر ۱۹۹۴، کوبین برای جانشینی کریگ توماس، نماینده جمهوری‌خواه که برای سنای ایالات متحده نامزد شده بود، وارد رقابت شد. او در انتخابات مقدماتی هشت رقیب جمهوری‌خواه را شکست داد و سپس در انتخابات عمومی علیه باب شوستر، وکیل جکسون و شریک گری اسپنس، وکیل برجسته دادگستری، به پیروزی رسید. این اولین انتخابات فدرال در وایومینگ بود که یک زن به پیروزی می‌رسید.

#### انتخابات‌های بعدی
در سال ۱۹۹۶، کوبین با ۵۵ درصد آرا مجدداً انتخاب شد. در سال ۲۰۰۴ با همین درصد پیروز شد، در حالی که جورج دبلیو بوش در همان ایالت ۶۹ درصد آرا را به دست آورده بود. در سال ۲۰۰۶، او با اختلاف بسیار کمی (۴۸ درصد در مقابل ۴۸ درصد گری ترونر، نامزد دموکرات) به پیروزی رسید.